# 安相漢
安 相漢（アン・サンハン、朝鮮語: 안상한/安相漢、1906年 - 1979年7月16日）は、大韓民国の政治家。第2代韓国国会議員。本貫は順興安氏。

## 経歴
江原道横城郡出身。北海道帝国大学水産科卒。水産関係の官吏生活を18年間送った後、江原道江陵郡注文津副邑長、麗水水産大学（現・全南大学校麗水キャンパス）学長、釜山水産大学（現・釜慶大学校）教授・副学長、水産中央会会長、済州大学校学長、自由党所属の第2代国会議員、順興安氏大宗会会長を務めた。第2代国会文教委員長として文化保護法案を多く提出・通過させた。
1979年7月16日、ソウル市永登浦区の自宅にて持病により死去、享年75。